# Числијано
Числијано (итал. Cisliano) је насеље у Италији у округу Милано, региону Ломбардија.
Према процени из 2011. у насељу је живело 3398 становника. Насеље се налази на надморској висини од 126 м.

## Становништво
Према резултатима пописа становништва 2011. у општини је живело 4.263 становника.
| 1931. | 1936. | 1951. | 1961. | 1971. | 1981. | 1991. | 2001. | 2011. |
| ----- | ----- | ----- | ----- | ----- | ----- | ----- | ----- | ----- |
| 1.833 | 1.768 | 1.944 | 1.881 | 1.999 | 2.596 | 3.302 | 3.303 | 4.263 |